# Olympische Sommerspiele 1928/Fechten – Säbel (Männer)
Der Wettkampf im Säbelfechten der Männer bei den Olympischen Spielen 1928 in Amsterdam war einer von sieben Wettbewerben im Fechten. Es war die achte Austragung dieses Wettbewerbs. Er fand vom 10. bis 11. August im Schermzaal statt. 44 Athleten aus 17 Ländern nahmen teil.
Olympiasieger wurde Ödön Tersztyánszky aus Ungarn. Silber gewann sein Landmann Attila Petschauer und Bronze gewann der Italiener Bino Bini.

## Hintergrund
Zum dritten Mal in Folge wurde die Höchstzahl der Teilnehmer pro Nation reduziert (von 12 auf 8 im Jahr 1920, von 8 auf 4 im Jahr 1924 und von 4 auf 3 im Jahr 1928). Mit dem Silbermedaillengewinner Roger Ducret aus Frankreich, dem fünftplatzierten Adrianus de Jong aus den Niederlanden, dem sechstplatzierten Ivan Osiier aus Dänemark und Bino Bini aus Italien nahmen vier der zwölf Finalisten von 1924 teil.
Für Osiier war es die fünfte Teilnahme an Olympischen Spielen. Bini hatte im Finale 1924 zurückgezogen, nachdem sein Landsmann Oreste Puliti disqualifiziert worden war.

## Austragungsmodus
Die Veranstaltung wurde in drei Runden, dem Viertelfinale, dem Halbfinale und dem Finale, im Round-Robin-Format ausgetragen. In jeder Runde wurden die Fechter in Pools aufgeteilt, um ein Round-Robin innerhalb des Pools auszufechten. Das Gefecht gewann, wer zuerst fünf Treffer beim Gegner setzte (von drei im Jahr 1920 und vier im Jahr 1924).
- Im Viertelfinale gab es acht Pools mit jeweils drei bis sieben Fechtern. Die besten drei Fechter jedes Viertelfinales erreichten das Halbfinale.
- Im Halbfinale gab es drei Pools mit jeweils acht Fechtern. Die besten vier Fechter eines jeden Halbfinales erreichten das Finale.
- Im Finale mit zwölf Fechtern musste jeder Teilnehmer einmal gegen die übrigen Fechter antreten. Sieger war, wer die meisten Gefechte für sich entscheiden konnte.

## Ergebnisse

### Viertelfinale

#### Pool 1
| Rang | Athlet            | Nation         | S.                     | N.                     | Eigene Treffer         | Gegner Treffer         |
| ---- | ----------------- | -------------- | ---------------------- | ---------------------- | ---------------------- | ---------------------- |
| 1    | Edward Brookfield | Großbritannien | kampflos im Halbfinale | kampflos im Halbfinale | kampflos im Halbfinale | kampflos im Halbfinale |
| 1    | Abelardo Castro   | Chile          | kampflos im Halbfinale | kampflos im Halbfinale | kampflos im Halbfinale | kampflos im Halbfinale |
| 1    | Mohamed Charaoui  | Ägypten        | kampflos im Halbfinale | kampflos im Halbfinale | kampflos im Halbfinale | kampflos im Halbfinale |

#### Pool 2
| Rang | Athlet          | Nation         | S. | N. | Eigene Treffer | Gegner Treffer |
| ---- | --------------- | -------------- | -- | -- | -------------- | -------------- |
| 1    | Bino Bini       | Italien        | 4  | 2  | 23             | 14             |
| 2    | Ivan Osiier     | Dänemark       | 3  | 3  | 20             | 17             |
| 3    | Raoul Fristeau  | Frankreich     | 3  | 3  | 19             | 20             |
| 4    | Hassan Niazi    | Ägypten        | 2  | 4  | 19             | 20             |
| 5    | Franjo Fröhlich | Jugoslawien    | 2  | 4  | 18             | 23             |
| 6    | Barry Notley    | Großbritannien | 1  | 5  | 16             | 21             |

#### Pool 3
| Rang | Athlet                 | Nation             | S. | N. | Eigene Treffer | Gegner Treffer |
| ---- | ---------------------- | ------------------ | -- | -- | -------------- | -------------- |
| 1    | Attila Petschauer      | Ungarn             | 5  | 1  | 25             | 9              |
| 2    | Roger Ducret           | Frankreich         | 3  | 3  | 21             | 16             |
| 3    | Jens Berthelsen        | Dänemark           | 3  | 3  | 18             | 15             |
| 4    | Guy Harry              | Großbritannien     | 2  | 4  | 13             | 22             |
| 5    | Nickolas Muray         | Vereinigte Staaten | 1  | 5  | 16             | 21             |
| 6    | Henri Wijnoldy-Daniëls | Niederlande        | 1  | 5  | 14             | 24             |

#### Pool 4
| Rang | Athlet                  | Nation          | S. | N. | Eigene Treffer | Gegner Treffer |
| ---- | ----------------------- | --------------- | -- | -- | -------------- | -------------- |
| 1    | Arie de Jong            | Niederlande     | 5  | 0  | 25             | 11             |
| 2    | Heinrich Moos           | Deutsches Reich | 4  | 1  | 22             | 15             |
| 3    | Jean Lacroix            | Frankreich      | 2  | 3  | 22             | 19             |
| 4    | Dimitar Wassilew        | Bulgarien       | 2  | 3  | 14             | 19             |
| 5    | Viggo Stilling-Andersen | Dänemark        | 2  | 3  | 16             | 21             |
| 6    | Nami Yayak              | Türkei          | 0  | 5  | 11             | 25             |

#### Pool 5
| Rang | Athlet           | Nation             | S. | N. | Eigene Treffer | Gegner Treffer |
| ---- | ---------------- | ------------------ | -- | -- | -------------- | -------------- |
| 1    | Jan van der Wiel | Niederlande        | 4  | 0  | 20             | 13             |
| 2    | Henri Brasseur   | Belgien            | 2  | 2  | 18             | 12             |
| 3    | John Huffman     | Vereinigte Staaten | 2  | 2  | 16             | 13             |
| 4    | Isidro González  | Spanien            | 1  | 3  | 12             | 19             |
| 5    | Muhuttin Okyavuz | Türkei             | 1  | 3  | 10             | 19             |

#### Pool 6
| Rang | Athlet           | Nation    | S. | N. | Eigene Treffer | Gegner Treffer |
| ---- | ---------------- | --------- | -- | -- | -------------- | -------------- |
| 1    | Sándor Gombos    | Ungarn    | 5  | 0  | 25             | 11             |
| 2    | Arturo De Vecchi | Italien   | 4  | 1  | 24             | 13             |
| 3    | Denis Dolecsko   | Rumänien  | 3  | 2  | 21             | 16             |
| 4    | Édouard Yves     | Belgien   | 2  | 3  | 17             | 19             |
| 5    | Tomás Goyoaga    | Chile     | 2  | 3  | 16             | 21             |
| 6    | Asen Lekarski    | Bulgarien | 0  | 5  | 9              | 24             |

#### Pool 7
| Rang | Athlet               | Nation             | S. | N. | Eigene Treffer | Gegner Treffer |
| ---- | -------------------- | ------------------ | -- | -- | -------------- | -------------- |
| 1    | Erwin Casmir         | Deutsches Reich    | 4  | 0  | 20             | 5              |
| 2    | Norman Cohn-Armitage | Vereinigte Staaten | 3  | 1  | 18             | 10             |
| 3    | Jacques Kesteloot    | Belgien            | 2  | 2  | 13             | 12             |
| 4    | Sigurd Akre-Aas      | Norwegen           | 1  | 3  | 8              | 19             |
| 5    | Francisco González   | Spanien            | 0  | 4  | 7              | 20             |

#### Pool 8
| Rang | Athlet             | Nation          | S. | N. | Eigene Treffer | Gegner Treffer |
| ---- | ------------------ | --------------- | -- | -- | -------------- | -------------- |
| 1    | Gustavo Marzi      | Italien         | 6  | 0  | 30             | 10             |
| 2    | Ödön Tersztyánszky | Ungarn          | 5  | 1  | 26             | 14             |
| 3    | Hans Thomson       | Deutsches Reich | 4  | 2  | 23             | 16             |
| 4    | Mihai Raicu        | Rumänien        | 2  | 4  | 16             | 23             |
| 5    | Efraín Díaz        | Chile           | 2  | 4  | 20             | 24             |
| 6    | Juan Jesús García  | Spanien         | 2  | 4  | 18             | 25             |
| 7    | Enver Balkan       | Türkei          | 0  | 6  | 9              | 30             |

### Halbfinale

#### Pool 1
| Rang | Athlet             | Nation          | S. | N. | Eigene Treffer | Gegner Treffer |
| ---- | ------------------ | --------------- | -- | -- | -------------- | -------------- |
| 1    | Bino Bini          | Italien         | 7  | 0  | 35             | 18             |
| 2    | Ödön Tersztyánszky | Ungarn          | 5  | 2  | 30             | 15             |
| 3    | Jan van der Wiel   | Niederlande     | 5  | 2  | 31             | 23             |
| 4    | Roger Ducret       | Frankreich      | 5  | 2  | 30             | 23             |
| 5    | Jens Berthelsen    | Dänemark        | 3  | 4  | 21             | 25             |
| 6    | Heinrich Moos      | Deutsches Reich | 2  | 5  | 23             | 30             |
| 7    | Denis Dolecsko     | Rumänien        | 1  | 6  | 18             | 33             |
| 8    | Henri Brasseur     | Belgien         | 0  | 7  | 14             | 35             |

#### Pool 2
| Rang | Athlet            | Nation             | S. | N. | Eigene Treffer | Gegner Treffer |
| ---- | ----------------- | ------------------ | -- | -- | -------------- | -------------- |
| 1    | Attila Petschauer | Ungarn             | 6  | 1  | 33             | 14             |
| 2    | Erwin Casmir      | Deutsches Reich    | 6  | 1  | 33             | 14             |
| 3    | Arturo De Vecchi  | Italien            | 6  | 1  | 32             | 18             |
| 4    | Jean Lacroix      | Frankreich         | 3  | 4  | 20             | 24             |
| 5    | John Huffman      | Vereinigte Staaten | 3  | 4  | 25             | 26             |
| 6    | Edward Brookfield | Großbritannien     | 2  | 5  | 15             | 30             |
| 7    | Mohamed Charaoui  | Ägypten            | 1  | 6  | 21             | 31             |
| 8    | Abelardo Castro   | Chile              | 1  | 6  | 15             | 34             |

#### Pool 3
| Rang | Athlet               | Nation             | S. | N. | Eigene Treffer | Gegner Treffer |
| ---- | -------------------- | ------------------ | -- | -- | -------------- | -------------- |
| 1    | Gustavo Marzi        | Italien            | 6  | 1  | 32             | 22             |
| 2    | Hans Thomson         | Deutsches Reich    | 4  | 3  | 30             | 26             |
| 3    | Sándor Gombos        | Ungarn             | 4  | 3  | 25             | 27             |
| 4    | Arie de Jong         | Niederlande        | 4  | 3  | 25             | 27             |
| 5    | Ivan Osiier          | Dänemark           | 3  | 4  | 29             | 27             |
| 6    | Raoul Fristeau       | Frankreich         | 3  | 4  | 23             | 29             |
| 7    | Norman Cohn-Armitage | Vereinigte Staaten | 2  | 5  | 28             | 26             |
| 8    | Jacques Kesteloot    | Belgien            | 2  | 5  | 22             | 30             |

### Finale
| Rang | Athlet             | Nation          | S. | N. | Eigene Treffer | Gegner Treffer |
| ---- | ------------------ | --------------- | -- | -- | -------------- | -------------- |
| 1    | Ödön Tersztyánszky | Ungarn          | 9  | 2  | 51             | 33             |
| 2    | Attila Petschauer  | Ungarn          | 9  | 2  | 52             | 28             |
| 3    | Bino Bini          | Italien         | 8  | 3  | 49             | 32             |
| 4    | Gustavo Marzi      | Italien         | 8  | 3  | 49             | 34             |
| 5    | Sándor Gombos      | Ungarn          | 8  | 3  | 49             | 38             |
| 6    | Erwin Casmir       | Deutsches Reich | 6  | 5  | 44             | 32             |
| 7    | Arturo De Vecchi   | Italien         | 5  | 6  | 44             | 36             |
| 8    | Roger Ducret       | Frankreich      | 5  | 6  | 42             | 27             |
| 9    | Arie de Jong       | Niederlande     | 4  | 7  | 32             | 46             |
| 10   | Jean Lacroix       | Frankreich      | 2  | 9  | 26             | 51             |
| 11   | Jan van der Wiel   | Niederlande     | 2  | 9  | 24             | 51             |
| 12   | Hans Thomson       | Deutsches Reich | 0  | 11 | 21             | 55             |

| Begegnung          | Begegnung          | Ergebnis |
| ------------------ | ------------------ | -------- |
| Ödön Tersztyánszky | Attila Petschauer  | 5:3      |
| Ödön Tersztyánszky | Bino Bini          | 5:3      |
| Ödön Tersztyánszky | Sándor Gombos      | 5:3      |
| Ödön Tersztyánszky | Erwin Casmir       | 5:3      |
| Ödön Tersztyánszky | Arturo De Vecchi   | 5:3      |
| Ödön Tersztyánszky | Arie de Jong       | 5:4      |
| Ödön Tersztyánszky | Jean Lacroix       | 5:2      |
| Ödön Tersztyánszky | Jan van der Wiel   | 5:2      |
| Ödön Tersztyánszky | Hans Thomson       | 5:0      |
| Attila Petschauer  | Bino Bini          | 5:3      |
| Attila Petschauer  | Gustavo Marzi      | 5:2      |
| Attila Petschauer  | Sándor Gombos      | 5:2      |
| Attila Petschauer  | Erwin Casmir       | 5:2      |
| Attila Petschauer  | Arturo De Vecchi   | 5:4      |
| Attila Petschauer  | Arie de Jong       | 5:1      |
| Attila Petschauer  | Jean Lacroix       | 5:1      |
| Attila Petschauer  | Jan van der Wiel   | 5:1      |
| Attila Petschauer  | Hans Thomson       | 5:2      |
| Bino Bini          | Gustavo Marzi      | 5:3      |
| Bino Bini          | Erwin Casmir       | 5:4      |
| Bino Bini          | Arturo De Vecchi   | 5:3      |
| Bino Bini          | Roger Ducret       | 5:2      |
| Bino Bini          | Arie de Jong       | 5:2      |
| Bino Bini          | Jean Lacroix       | 5:1      |
| Bino Bini          | Jan van der Wiel   | 5:0      |
| Bino Bini          | Hans Thomson       | 5:2      |
| Gustavo Marzi      | Ödön Tersztyánszky | 5:2      |
| Gustavo Marzi      | Erwin Casmir       | 5:4      |
| Gustavo Marzi      | Arturo De Vecchi   | 5:2      |
| Gustavo Marzi      | Roger Ducret       | 5:4      |
| Gustavo Marzi      | Arie de Jong       | 5:1      |
| Gustavo Marzi      | Jean Lacroix       | 5:3      |
| Gustavo Marzi      | Jan van der Wiel   | 5:2      |
| Gustavo Marzi      | Hans Thomson       | 5:1      |
| Sándor Gombos      | Bino Bini          | 5:3      |
| Sándor Gombos      | Gustavo Marzi      | 5:4      |
| Sándor Gombos      | Arturo De Vecchi   | 5:4      |
| Sándor Gombos      | Roger Ducret       | 5:3      |
| Sándor Gombos      | Arie de Jong       | 5:2      |
| Sándor Gombos      | Jean Lacroix       | 5:3      |
| Sándor Gombos      | Jan van der Wiel   | 5:2      |
| Sándor Gombos      | Hans Thomson       | 5:2      |
| Erwin Casmir       | Sándor Gombos      | 5:4      |
| Erwin Casmir       | Roger Ducret       | 5:0      |
| Erwin Casmir       | Arie de Jong       | 5:0      |
| Erwin Casmir       | Jean Lacroix       | 5:1      |
| Erwin Casmir       | Jan van der Wiel   | 5:1      |
| Erwin Casmir       | Hans Thomson       | 5:1      |
| Arturo De Vecchi   | Erwin Casmir       | 5:1      |
| Arturo De Vecchi   | Roger Ducret       | 5:4      |
| Arturo De Vecchi   | Jean Lacroix       | 5:0      |
| Arturo De Vecchi   | Jan van der Wiel   | 5:0      |
| Arturo De Vecchi   | Hans Thomson       | 5:1      |
| Roger Ducret       | Ödön Tersztyánszky | 5:4      |
| Roger Ducret       | Attila Petschauer  | 5:4      |
| Roger Ducret       | Jean Lacroix       | 5:4      |
| Roger Ducret       | Jan van der Wiel   | 5:3      |
| Roger Ducret       | Hans Thomson       | 5:2      |
| Arie de Jong       | Arturo De Vecchi   | 5:3      |
| Arie de Jong       | Roger Ducret       | 5:4      |
| Arie de Jong       | Jean Lacroix       | 5:1      |
| Arie de Jong       | Hans Thomson       | 5:3      |
| Jean Lacroix       | Jan van der Wiel   | 5:3      |
| Jean Lacroix       | Hans Thomson       | 5:3      |
| Jan van der Wiel   | Arie de Jong       | 5:2      |
| Jan van der Wiel   | Hans Thomson       | 5:4      |

| Entscheidungsgefecht um den Olympiasieg: | Entscheidungsgefecht um den Olympiasieg: | Ergebnis | Ergebnis |
| ---------------------------------------- | ---------------------------------------- | -------- | -------- |
| Ödön Tersztyánszky                       | Attila Petschauer                        | 5:2      |          |